# Vught
Vught (pronúnciaⓘ) é um município e uma aldeia na província de Brabante do Norte, região de Meierij van 's-Hertogenbosch, Países Baixos. O município tem 25 330 habitantes (31 de dezembro de 2008, fonte: CBS) e abrange uma área de 34,46 km² (dos quais 0,94 km² de água).

## Centros populacionais
Os centros populacionais do município são as aldeias de: Cromvoirt e Vught (sede administrativa).
Em 1933 ocorreu uma reorganização municipal no antigo município de Cromvoirt. A aldeia de Cromvoirt foi anexada ao município de Vught, enquanto que Deuteren passou a fazer parte do município de 's-Hertogenbosch.

## Localização
O município localiza-se no sul dos Países Baixos, na bacia hidrográfica dos rios Dommel e Esschestroom e o canal de drenagem 's-Hertogenbosch-Drongelen.
Vught pertence à região metropolitana de Brabantse Stedenrij. As grandes cidades mais próximas são: 's-Hertogenbosch, Tilburg (acessíveis através da rodovia N65) e Eindhoven (através da rodovia A2).
| Municípios vizinhos | Municípios vizinhos | Municípios vizinhos |
| ------------------- | ------------------- | ------------------- |
|                     | 's-Hertogenbosch    |                     |
| Heusden             |                     | Sint-Michielsgestel |
|                     | Haaren              | Boxtel              |

## História

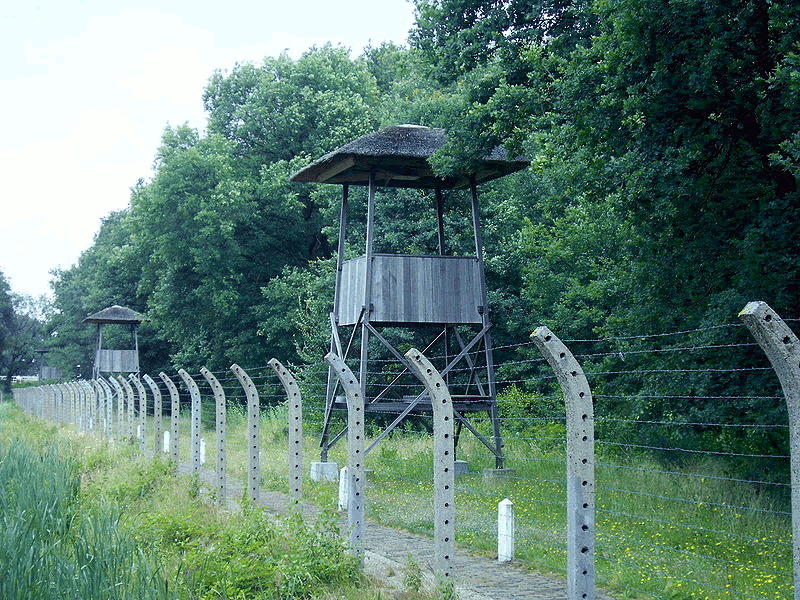
Atalaias e cerca de arame farpado no campo de concentração de Herzogenbusch, em Vught.

Vught é conhecido por seu campo de concentração/trânsito (Herzogenbusch) construído pela Alemanha nazista durante a Segunda Guerra Mundial. Fez parte do complexo de campos de Herzogenbusch, que atualmente é mais conhecido por "Kamp Vught" (Campo de Vught). O campo foi construído para abrigar os prisioneiros de ambos os sexos capturados na Bélgica e nos Países Baixos. Seu quadro de funcionários era formado por homens e algumas poucas mulheres da Schutzstaffel, comandados por Margarete Gallinat. Os nazistas usaram inicialmente este local como um campo de trânsito para recolher prisioneiros para a classificação e transporte para a Polônia e outros campos.
Vught foi libertado por tropas canadenses no final da guerra.
Após o término da Segunda Guerra Mundial, o campo foi utilizado pela primeira vez como uma prisão para alemães e pessoas "erradas", tais como colaboradores da ocupação nazista. Mais tarde, as barracas do Campo de Vught foram disponibilizadas para refugiados molucanos, para serem utilizadas como alojamentos. Posteriormente, as antigas barracas foram transformadas em um número casas. Além disso, uma prisão chamada Nieuw Vosseveld foi construída no terreno do Campo de Vught. No início ela abrigava principalmente jovens delinquentes, mas atualmente é utilizada também para criminosos de alto risco. Para tanto, a prisão foi equipada com uma unidade de alta segurança, em 1993.

## Locais turísticos e a natureza
De IJzeren Man

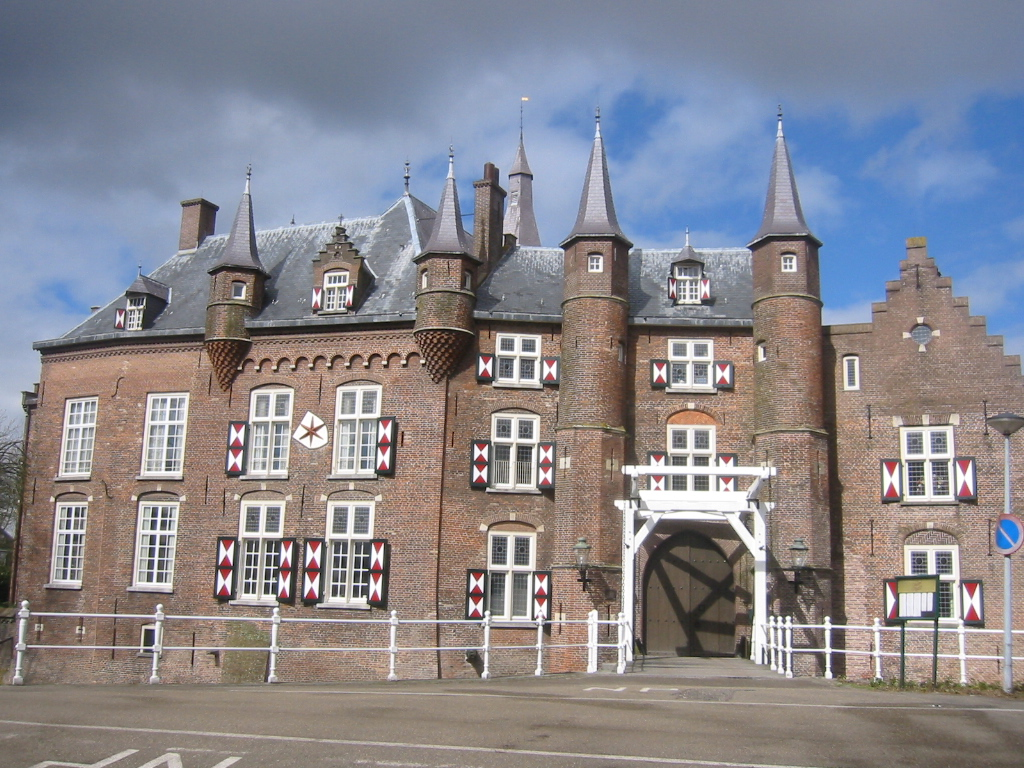
O Castelo Maurick.

Logo no limite da zona urbana do município, situa-se o lago IJzeren Man (traduzido literalmente para "Homem de Ferro"), cujo nome está relacionado à máquina de escavar, que de 1890 a 1915 deu forma ao leito do lago. A areia que dele foi retirada, foi utilizada como aterro nas obras de expansão da vizinha cidade de 's-Hertogenbosch. O lago tem cerca de dois quilômetros de comprimento, uma pequena ilha, e é atualmente utilizado principalmente para recreação.
Kasteel Maurick
Vught tem um castelo chamado Maurick, a sua história remonta ao século XIII. Em 1629, o castelo foi ocupado por Frederico-Henrique, príncipe de Orange. Frederico-Henrique queria fazer do castelo o seu quartel-general para o cerco de 's-Hertogenbosch. Hoje em dia, no castelo funciona um restaurante reconhecido com um estrelado Michelin.
Parques naturais
Vught possui uma grande área de proteção ambiental composta de charnecas, florestas, pôlderes, lagoas e campos. As áreas naturais localizam-se: na região do pôlder de Gement, entre Vught, Cromvoirt, Vlijmen e 's-Hertogenbosch (Deuteren), o Kraaiengat, um bosque com um pequeno lago em Bergenshuizen, na área florestal de Bleijendijk, ao longo da rodovia A2, em Vughterheide, entre outros. Vught também possui dois parques naturais: o Reeburgpark, próximo à Prefeitura e De Kwebben, no bairro de Baarzen.

## Transportes
Vught tem uma estação ferroviária com conexões para Amsterdã/Utrecht via 's-Hertogenbosch, Maastricht via Eindhoven, Tilburg e Nijmegen. Duas rodovias, A2 e A65/N65 cortam o município.